# Hermetia anthidium
Hermetia anthidium är en tvåvingeart som beskrevs av James och Wirth 1967. Hermetia anthidium ingår i släktet Hermetia och familjen vapenflugor.
Artens utbredningsområde är Panama. Inga underarter finns listade i Catalogue of Life.